# European Seed Association
Die European Seed Association (ESA) ist ein Interessenverband der europäischen Saatgutindustrie. ESA repräsentiert mehr als 30 nationale Saatgutverbände und mehr als 70 Unternehmen.

## Struktur
ESA wurde im November 2000 als Zusammenschluss von Vorgängerverbänden und Unternehmen gegründet, um die Saatgutindustrie mit einer Stimme auf EU-Ebene zu vertreten (Lobbyismus). Die gemeinsame Organisationsstruktur der länger bestehenden Verbände COSEMCO (Saatguthandel, gegründet 1961), ASSOPOMAC (Kartoffelzüchter, 1964), AMUFOC (Futterpflanzen, 1970) und COMASSO (Pflanzenzüchter, 1977) wurde 1998 geschaffen.
Seit April 2002 hat ESA den Status einer non-profit International Association (AISBL) nach belgischem Recht. Sitz ist Brüssel; der Präsident (2012–2015) Gerard Backx und der Generalsekretär Garlich von Essen.

## Ziele
Die ESA hat nach eigenen Angaben folgende Ziele:
- Effektiver Schutz des Geistigen Eigentums bezüglich Pflanzen und Saatgut;
- Angemessene Regulierung der europäischen Saatgutindustrie;
- Wahlfreiheit für Landwirte, Industrie und Konsumenten in Bezug auf Saatgut, dass durch innovative und diverse Technologien und Produktionsmethoden hergestellt wird.

International ist ESA zudem involviert bzw. mit Beobachterstatus bei der International Seed Federation, dem UPOV, der OECD, der International Seed Testing Association, der International Plant Protection Convention, der FAO und anderen.